# Nicolaus Meurling
Nicolaus Olai Meurling, död 4 maj 1761 i Hults församling, Jönköpings län, var en svensk präst.

## Biografi
Nicolaus Meurling  var son till kyrkoherden Olof Meurling och Maria Duræa i Kristdala socken. Han blev 1712 student vid Uppsala universitet och prästvigdes 1717. Meurling blev adjunkt i Kristdala socken och 1720 regementspastor vid Kalmar regemente. Meurling blev 1734 kyrkoherde i Hults församling och 1759 prost. Han avled 4 maj 1761 i Hults församling.

### Familj
Meurling gifte sig första gången med Margaretha Hellenstjerna. De fick tillsammans barnen Carl, borgare i Söderköping och senare länsman i Tjust, Bartholdus, komminister i Asby församling och ytterligare fem söner. Meurling gifte sig andra gången 1734 med Juliana Ehrenström. De fick tillsammans barnen Sara Maria, gift med adjunkten Nils Sevenius Nicolai Sjöstedt och ytterligare två döttrar.